# اندام تولید
اندام‌های گفتار، یا مولدهای فعال، آواهای زبان را تولید می‌کنند. اندام‌هایی که برای گفتار به‌کار می‌روند شامل لب‌ها، دندان‌ها، لبه‌ی لثه، سخت‌کام، نرم‌کام، زبان کوچک، چاکنای و بخش‌های گوناگون زبان هستند.